# Arctia fereunicolor
Arctia fereunicolor là một loài bướm đêm thuộc phân họ Arctiinae, họ Erebidae.